# Innergemeinschaftliche Lieferung (Deutschland)
Als innergemeinschaftliche Lieferung wird ein Steuerbefreiungstatbestand des Umsatzsteuerrechts bezeichnet, nachdem eine grenzüberschreitende Lieferung innerhalb der Europäischen Union (ursprünglich innerhalb der Europäischen Gemeinschaft) von der Umsatzsteuer im Staat des Beginns des Transports steuerfrei gestellt wird.

## Historische Entwicklung
Das Rechtsinstrument der innergemeinschaftlichen Lieferung, korrespondierend mit dem innergemeinschaftlichen Erwerb, war notwendig, da mit dem Jahreswechsel 1992/1993 der europäische Binnenmarkt eingeführt worden ist, womit die Zollabwicklung innerhalb der Europäischen Union entfallen ist.  Es ist der steuerrechtlich bedeutsamste Teil des Binnenmarktes. An die Stelle der steuerfreien Ausfuhrlieferung ist die steuerfreie innergemeinschaftliche Lieferung getreten. Die Einfuhrumsatzsteuer wurde durch die Besteuerung des innergemeinschaftlichen Erwerbs abgelöst. Ausfuhrlieferung und Einfuhrumsatzsteuer haben jedoch im Warenverkehr mit Staaten außerhalb der Europäischen Union (Drittstaaten) weiterhin eine erhebliche Bedeutung.

## Voraussetzungen und rechtliche Einordnung

### Grundsatz
Voraussetzung für die Innergemeinschaftliche Lieferung ist, dass ein Unternehmer im Rahmen seines Unternehmens eine Lieferung an einen anderen Unternehmer für dessen Unternehmen ausführt. Dazu ist der Gegenstand tatsächlich von einem Mitgliedstaat in einen anderen Mitgliedstaat im Rahmen der Lieferung zu transportieren.
Die innergemeinschaftliche Lieferung führt aus der Sicht des Erwerbers zu einem  innergemeinschaftlichen Erwerb. Damit wird die Umsatzbesteuerung im Erwerberstaat sichergestellt. Der Erwerber hat die Erwerbsumsatzsteuer abzuführen und kann diese gleichzeitig als Vorsteuer abziehen, soweit er zum Vorsteuerabzug berechtigt ist.

### Lieferung und deren Ort
Vorab ist zu klären, ob es sich um die Lieferung eines Gegenstandes oder um eine sonstige Leistung (Dienstleistung) handelt. Innergemeinschaftliche Leistungen an Unternehmer werden nach anderen Regelungen ohne Berechnung der Umsatzsteuer ausgeführt.
Wie bei einer inländischen Lieferung wird der umsatzsteuerliche Ort nach § 3 Abs. 6 UStG bestimmt und befindet sich demnach dort, wo die Beförderung beginnt. Eine Lieferung eines Unternehmers im umsatzsteuerlichen Sinne von Deutschland ins EU-Ausland ist im Inland, also Deutschland, steuerbar nach § 1 Abs. 1 Nr. 1 UStG.

### Steuerfreiheit
Die Steuerbefreiung nach § 4 Nr. 1b UStG i. V. m. § 6a UStG ist daran geknüpft, dass
- die Ware im Rahmen der Lieferbeziehung tatsächlich von einem EU-Mitgliedstaat in einen anderen EU-Mitgliedstaat transportiert wird,
- dass der Empfänger Unternehmer ist und die Ware im Rahmen seines Unternehmens erwirbt (Ausnahme: Fahrzeugeinzelbesteuerung, hier erfolgt auch die Lieferung neuer Fahrzeuge an Privatpersonen steuerfrei) und
- dass der Erwerb im Bestimmungsland (Ende der Beförderung) der Erwerbsbesteuerung unterliegt.

### Nachweise für die Steuerfreiheit
Der liefernde Unternehmer hat den Belegnachweis nach §§ 17a UStDV und den Buchnachweis nach § 17c UStDV zu führen. Der Belegnachweis ist regelmäßig durch ein Doppel der Rechnung, in der nach § 14 Abs. 4 Satz 1 Nr. 8 UStG auf die Steuerfreiheit der innergemeinschaftlichen Lieferung hingewiesen wird, und ab 1. Oktober 2013 durch eine Gelangensbestätigung des Abnehmers oder einem alternativen Belegnachweis zu führen. Der Buchnachweis muss so geführt werden, dass die Voraussetzungen der Steuerfreiheit sich leicht und eindeutig aus der Buchführung ergeben.
Der Lieferant muss nachweisen können, wer der Abnehmer der Lieferung ist. Eine bestimmte Form ist nicht vorgesehen.
Weiterhin ist die  Unternehmereigenschaft des Abnehmers nachzuweisen. Davon kann regelmäßig ausgegangen werden, wenn dieser eine gültige Umsatzsteuer-Identifikationsnummer vorlegt. Die Nummer muss im Rahmen des Buchnachweises aufgezeichnet werden. Der liefernde Unternehmer muss prüfen, ob die Umsatzsteuer-Identifikationsnummer dem Abnehmer zugeordnet werden kann und auch zum Zeitpunkt der Lieferung gültig ist. Mithilfe der Umsatzsteuer-Identifikationsnummer meldet der Lieferant den Umsatz in der Zusammenfassenden Meldung dem Bundeszentralamt für Steuern. Die deutsche Finanzverwaltung gibt diese Information der Finanzverwaltung des Bestimmungslandes weiter und dort kann die Finanzverwaltung überprüfen, ob der Abnehmer den Erwerb versteuert hat.
Seit dem Urteil des Bundesfinanzhofs V R 59/03 vom 6. Dezember 2007, welches auf das Urteil des Europäischen Gerichtshofs C-146/05 „Albert Collée“ vom 27. September 2007 zurückgeht, ist in Deutschland anerkannt, dass der Buch- und Belegnachweis als solcher keine materielle Voraussetzung für die Steuerbefreiung ist. Vielmehr kommt es darauf an, ob tatsächlich eine innergemeinschaftliche Lieferung vorliegt. Der Buch- und Belegnachweis ist damit nicht mehr eine zwingende (materielle) Voraussetzung für die Gewährung der Steuerfreiheit. Er ist aber in der Regel erforderlich, um gegenüber dem Finanzamt den Nachweis problemlos erbringen zu können.
Das Bundesministerium der Finanzen hat in Abschnitt 6a des Umsatzsteueranwendungserlasses (UStAE)  hinsichtlich verschiedener Fragen zur innergemeinschaftlichen Lieferung die Rechtsauffassung der Verwaltung dargelegt.

## Innergemeinschaftliches Verbringen
Um dem Bestimmungslandprinzip gerecht zu werden, muss auch ein Verbringen zum dauernden Verbleib in einen anderen EU-Staat gemeldet werden. Dieser Vorgang wird einer innergemeinschaftlichen Lieferung gleichgestellt (§ 3 Abs. 1a UStG). Im anderen Staat muss entsprechend ein innergemeinschaftlicher Erwerb versteuert werden. Hierunter fällt zum Beispiel die Umlagerung von Waren. Zu beachten ist, dass das Verbringen in andere rechtlich selbstständige, aber verbundene Gesellschaften im EU-Ausland kein innergemeinschaftliches Verbringen, sondern eine innergemeinschaftliche Lieferung darstellen.
Für diesen Vorgang muss der Unternehmer in mehreren Ländern umsatzsteuerlich erfasst sein und auch in den beteiligten Staaten Umsatzsteuersteueridentifikationsnummern besitzen.
Gegenstände, die nur vorübergehend in einem anderen Staat verwendet werden (z. B. Ausstellungsstücke für eine Messe) müssen nicht gemeldet werden, da sie nicht dauernd im anderen Staat verbleiben. Es sind jedoch auch hier buchmäßige Nachweise über den Verbleib zu führen.

## Meldepflichten
Die Summe der steuerfreien innergemeinschaftlichen Lieferungen und Verbringungen muss in den Umsatzsteuer-Voranmeldungen angegeben werden (§ 18b UStG).
Der Unternehmer hat die ausgeführten innergemeinschaftlichen Lieferungen und Verbringungen in einer zusammenfassenden Meldung beim Bundeszentralamt für Steuern zu melden (§ 18a UStG). Damit kann europaweit kontrolliert werden, dass die Erwerber die Lieferungen in ihren Staaten besteuern. Je nach Umfang der Lieferungen muss die Meldung monatlich oder vierteljährlich erstellt werden.

## Problematik
Das Verfahren birgt für den leistenden Unternehmer eine Vielzahl von Gefahren, da er der Finanzverwaltung alle Voraussetzungen nachweisen muss. Gelingt ihm das nicht, hat er die deutsche Umsatzsteuer nachzuentrichten, wenn er sich nicht auf einen guten Glauben im Sinne des § 6a Abs. 4 UStG berufen kann.